# NGC 6782
NGC 6782 é uma galáxia espiral barrada (SBa) localizada na direcção da constelação de Pavo.
Possui uma declinação de -59° 55' 20" e uma ascensão recta de 19 horas, 23 minutos e 57,9 segundos.
A galáxia NGC 6782 foi descoberta em 12 de Julho de 1834 por John Herschel.